# Bezpańskie psy (film 2004)
Bezpańskie psy (ang. Stray Dogs, pers. ‏Sag-haye velgard‎) – irańsko-afgańsko-francuski dramat filmowy z 2004 roku w reżyserii Marzieh Meshkini. 
Akcja dramatu rozgrywa się w drugą rocznicę ataku na World Trade Center w afgańskiej stolicy Kabulu, w którym obalono władzę talibów. Film oparty jest na prawdziwej historii dwójki bezdomnych dzieci, których rodzice siedzą w więzieniu.

## Nagrody i nominacje
61. MFF w Wenecji
- Open Prize dla Marzieh Meshkini
  - Udział w konkursie głównym o nagrodę Złotego Lwa

MFF w Paryżu
- Nagroda za najlepszą rolę żeńską dla Gol-Ghotai
  - Udział w konkursie głównym

MFF w Singapurze
- Nagroda FIPRESCI

## Obsada
- Gol-Ghotai – Gol-Ghotai
- Zahed – Zahed
- Agheleh Rezaie – matka Zaheda i Gol-Ghotai
- Sohrab Akbari – Atef, straznik
- Jamil Ghanazideh – Angry guardian
- Agheleh Shamsollah – strażniczka w więzieniu
- Razeddin Sayyar – stary szaleniec
- Maydeh Gol – babka
- Ghomri Valad Amir – kobieta w burce
- Shah Mahmood Golbahari – sprzedawca róż
- Emameddin Vakil – w kinie pracownik
- Akhtar Abdolaziz – Cart driver
- Twiggy – pies